# Gondovald
Pour l’article homonyme, voir Gondebaud.
Gondovald, Gundovald, Gondobald ou Gondebaud « guerrier audacieux », gunth (bataille) et bald (audace) en vieux francique, serait un fils naturel et non reconnu de Clotaire Ier qui a régné brièvement sur l'Aquitaine entre 584 et 585. Il fut au centre de la guerre de succession mérovingienne en 584.

## Biographie

### Origine
Il n’y a aucune preuve de la filiation avec Clotaire Ier.
Le roi Gontran - un fils de Clotaire Ier - le nomme Ballomer (faux prince ou mauvais mérovingien) et déclare que le père de Gondovald était meunier ou lainier. Les assiégeants de Comminges déclarent que Gondovald était peintre à fresque au temps de Clotaire Ier. 

### La jeunesse
Une femme, qui prétendait avoir été admise dans le lit de Clotaire Ier, se présenta un jour devant Childebert Ier en tenant par la main un enfant nommé Gondovald et lui annonça que c’était le fils du roi Clotaire, mais que celui-ci avait une haine injuste envers l’enfant. Childebert Ier, roi de Paris et roi d’Orléans, qui n'avait pas de fils, accueillit le jeune garçon et le garda près de lui avec l'intention d'en faire son héritier.
Mais Clotaire - qui prétendait lui-même à la succession de son frère Childebert, ayant su ce qui s'était passé, envoya chercher l'enfant. Gondovald fut amené à Soissons devant Clotaire, alors roi de Soissons, qui affirma qu’il n’était pas son fils et ordonna de couper les longs cheveux qu'il portait flottants (afin d'effacer ce signe de naissance royale franque). Toutefois, les fils de Clotaire Ier n'ignoraient pas cette filiation. 
En 562, après la mort de Childebert en 558, puis de Clotaire en 561, Caribert Ier, autre fils de Clotaire, et roi de Paris, le recueillit et lui permit de laisser de nouveau croître sa chevelure.
Mais comme Caribert n'avait pas d'enfants, ses frères Gontran, Sigebert Ier et Chilpéric Ier craignirent qu'il nommât Gondovald comme héritier. 
Sigebert Ier, roi d’Austrasie, fit enlever le jeune homme, le fit tondre à nouveau, et l'envoya en exil à Cologne, où il fut surnommé Ballomer, sobriquet gaulois qui signifie le faux prince.
Gondovald, trompant la vigilance de ses gardiens, s'enfuit, et demanda asile au général byzantin Narsès qui gouvernait alors en Italie et lui accorda sa protection, probablement entre 561 et 567.
Gondovald se marie, mais sa femme meurt, puis Narsès doit quitter l'Italie. Alors, emmenant avec lui ses deux enfants, Gondovald se retire à Constantinople, où l'empereur Justin II l'accueille avec bienveillance. Après Justin II, les empereurs Tibère II et Maurice Ier le traitent avec la même faveur.

### La conspiration
Pendant que les rois travaillaient constamment à la réunion de tous les royaumes francs en un seul, les grands de ces royaumes cherchaient, au contraire, tout ce qui pouvait en perpétuer la division. La crainte de voir le royaume d'Austrasie se confondre avec ceux de Bourgogne et de Neustrie les préoccupait. Ils redoutaient même de voir leur jeune roi Childebert II devenir, par la mort des enfants mâles de Gontran et de Chilpéric, l'héritier unique de ses oncles.
Dans le plus grand secret, la conspiration des grands de Neustrie et d’Austrasie prenait forme et, en 579, ils décidèrent de convaincre Gondovald d'entrer dans leurs desseins.
En 580-581, le duc Gontran Boson, l’un des chefs du complot, rencontre Gondovald, toujours exilé à Byzance, pour qu’il fasse valoir ses droits sur l’héritage mérovingien.
Gontran Boson, duc austrasien ambassadeur à Constantinople, eut quelque peine à décider Gondovald. Il le présenta comme unique héritier, disant que tous savaient qu’il était le fils de Clotaire Ier et qu’il fallait qu’il perpétue la race de Clovis et ajouta qu’il était appelé par tous les grands du royaume d'Austrasie. Comme Gondovald hésitait encore, le comploteur fit serment de la sincérité de ses paroles et de ses engagements par 12 fois dans les 12 lieux les plus saints de Constantinople. Ainsi rassuré, Gondovald se décida à le suivre. Par ailleurs l'empereur Maurice Ier, qui voyait favorablement cette tentative, lui donna des conseils et des secours. Les immenses richesses que Gondovald apporta dans la Gaule provenaient sans doute de legs de la part de l'empereur byzantin.
Au printemps 582, Gondovald quitte alors l’Empire byzantin avec un trésor considérable, composé d'une grande quantité d'or, d'argent et d'objets précieux, et débarque en Gaule, à Marseille, pour y prendre le pouvoir.
Il y est accueilli par l’évêque Théodore de Marseille et l'évêque Épiphane, sur l’ordre de nobles austrasiens, qui lui donnent des chevaux pour qu’il fasse la jonction avec le patrice Mummole, qui s’est révolté contre le roi Gontran, dans Avignon. 
La conspiration allait éclater, lorsque Gontrаn Boson trahit Gondovald. La vue du riche trésor que le bâtard royal rapportait de Constantinople excita sa cupidité et changea tous ses sentiments. Pour se rendre maître de ces richesses, il dénonce tout au roi Gontran, fait arrêter les évêques Théodore et Épiphane, et les exile en Bourgogne afin de détourner l’attention sur le rôle qu’il avait lui-même joué dans le complot. En même temps il se saisit des trésors de Gondovald, restés à Marseille, les partage avec le duc bourguignon qui commandait en Provence, et emporte précipitamment en Auvergne l'or et l'argent qu'il s'était attribués dans ce partage.
Mummole, déconcerté par la trahison de son complice, se tint tranquille et sur ses gardes à Avignon. Le patrice envoya secrètement Gondovald et ses fils « dans une île de la mer en attendant les événements ». On suppose qu’il s’agit d’une des îles d'Hyères ou du monastère de Lérins. 
Peu de temps après sa perfidie, Gontran Boson, allant, avec sa famille, d'Auvergne en Austrasie, eut l'imprudence de traverser la Bourgogne. Il fut arrêté et conduit devant le roi Gontran. La colère du roi effraya Gontran Boson qui rejeta toute l’affaire sur Mummole. Laissant son fils en otage au roi, le duc Gontran Boson, gouverneur de l'Auvergne, rassembla aussitôt une armée, et alla mettre le siège devant Avignon.
Cette expédition contre un ami du roi de Metz Childebert II et des grands de l'Austrasie, fut violemment désapprouvée. Le roi de Metz envoya le duc Gondulphe à Avignon, avec la mission de faire lever le siège et de délivrer le patrice. Gontran Boson fut contraint de se retirer. 
En effet, le complot est le fait de l’aristocratie austrasienne et neustrienne et est tourné essentiellement contre le royaume burgonde. Ces événements se passaient dans le courant de l'année 583, à l'époque où les rois Chilpéric et Childebert, avaient fait alliance contre le roi Gontran.
Dirigée par l’évêque de Reims Egidius, la noblesse espère ainsi récupérer la moitié de Marseille, que Gontran refuse de rendre. La lutte contre Gontran n’est alors plus d’actualité, car la noblesse pense pouvoir influencer le jeune roi. et espère abattre Gontran grâce à cette alliance. En revanche, la reine Brunehilde n’a aucun espoir de récupérer le Morgengabe de Galswinthe : Chilpéric vainqueur ne risque pas de le lui rendre. Gontran accepte de rendre la moitié de Marseille qui manque à Childebert II en 584 et fait la paix pour lutter contre Chilpéric. Voyant son irritation après l’arrestation de son beau-frère Herménégild par Léovigild, Gontran noue une alliance avec le roi de l’Hispanie wisigothique. Après l’assassinat de Chilpéric, Gontran protège son neveu Clotaire II et se jette sur les villes d’Aquitaine occupées par Chilpéric, y compris celles de Childebert II.

### La fondation du royaume

Royaume d'Aquitaine en 584-585.

À la mort de Chilpéric, en septembre 584, Mummole, rappelle Gondovald pour agir. Ils sont rejoints par Didier (Desiderius) duc de Toulouse, qui apprenant la mort du roi de Neustrie, s'était emparé des trésors de Rigonthe »  et par Waddon, maire du palais de la reine Rigonthe, chargé d'accompagner la fille de Chilpéric jusqu'en Espagne.
Il rejoint ensuite Mummole à Avignon. De là, Gondovald et les conjurés partent avec armée et trésors pour récupérer le pays aquitain appartenant à l’Austrasie et donner les terres de Chilpéric au nouveau roi. Sortie d’Avignon en décembre 584, l'armée des partisans de Gondovald se dirige sur l'Aquitaine, dont la population, composée de Gaulois et de Gallo-Romains, voulait son indépendance. En effet, elle voyait régulièrement son territoire être le théâtre de guerres et de partages incessants. Ils traversent le Massif central jusqu’au Limousin et arrivent à Brive.
À Brive, en Corrèze, Gondovald fut solennellement reconnu fils de Clotaire et proclamé roi suivant l'ancien usage des Francs. On l'éleva sur un bouclier ; on le promena trois fois autour du camp; mais au troisième tour, il chancela sur son pavois, perdit l'équilibre, et serait tombé s'il n'eût été soutenu par les chefs qui l'environnaient. Cet accident fut considéré par tous comme un présage fatal. « Il parcourt ensuite les cités situées alentour ». « Dans les cités qui avaient appartenu au roi Sigebert, il [Gondovald] recevait des serments au nom du roi Childebert, dans les autres, qui appartenaient à Gontran ou Chilpéric, ils lui juraient fidélité en son nom ». Le but de Gondovald est d’occuper toute l’Aquitaine jusqu’à Paris donc d’occuper le royaume de Soissons.
Gontran commence à réagir dès 585 car son royaume devient plus limité et confiné à une partie de l’Aquitaine. Il réunit une grande armée pour se débarrasser de l’usurpation de Gondovald et soumet les Poitevins.

### La chute
Les succès de Gondovald après sa proclamation furent nombreux et rapides, Périgueux, Angoulême, Saintes, Poitiers, Cahors, Agen… se rallièrent. Mais rapidement, les événements tournèrent en défaveur de Gondovald : « A Angoulême, après y avoir recueilli les serments et fait des présents aux premiers des habitants, il aborda Périgueux. Il quitta l’évêque Chartier, après l’avoir gravement injurié, parce qu’il n’avait pas été accueilli par lui honorablement ». 
Puis, les troupes marchèrent contre Toulouse et Bordeaux, qui ouvrirent également leurs portes ainsi que toutes les villes de la Novempopulanie. Toutefois à Toulouse, l’évêque Magnulf refuse de le reconnaître roi et se retrouve condamné à l’exil. Gondovald n’est désormais soutenu que par le duc Bladaste, le comte de Bordeaux Garachaire, Waddon, maire du palais de la princesse Rigonthe, et les évêques Sagittaire de Gap, qui a reçu la promesse de l’évêché de Toulouse, Bertrand de Bordeaux, Palladius de Saintes, Oreste de Bazas, Faustian, que Gondovald a fait ordonner évêque de Dax par Palladius de Saintes, Ursinus de Cahors, dont l’ordination canonique a été organisée par des collègues de Bertrand de Bordeaux, sans en prendre la responsabilité, pour plaire à Gondovald. 
Le royaume de Gondovald se situe donc au sud de la Garonne et est plus axé au sud que ne l'était celui de Chramn. Fort de ses succès et soutenu par les leudes d’Austrasie et de Neustrie, Gondovald envoya deux ambassadeurs en Bourgogne. Les ambassadeurs de Gondovald parlent en ces termes au roi Gontran : « Tous les guerriers les plus courageux de ce pays, qui, situé au-delà de la Dordogne, confine aux Gaules, se sont joints à lui». La région où l’adhésion a sans doute été la plus large est la Novempopulanie, la primitive Aquitaine, dont Bladaste est le duc, et qui jouxte la Gallia Comata. Après avoir été torturés, les deux ambassadeurs de Gondovald dévoilèrent la conspiration. 
Gontran convoque alors les Grands d’Austrasie et le roi Childebert II « Ayant mis une lance dans les mains du roi Childebert : ceci est le signe que je te remets tout mon royaume… Alors le roi Gontran lui rendit tout ce qu’avait eu son père Sigebert, le pria de ne pas aller auprès de sa mère afin qu’aucune occasion ne lui soit donnée par hasard d’écrire à Gondovald pour en recevoir des écrits ». Gontran fit alors alliance avec Childebert en le désignant comme héritier. En restituant son royaume à Childebert et en lui conseillant de se méfier de Brunehilde qu’il considère comme l’instigatrice du complot,, Gontran démantèle le parti de Gondovald. 
Tranquille du côté de l’Austrasie, Gontran fait alors envoyer des renforts à l’armée de Leudégésile située près de Tours.
Le duc Didier abandonne en premier Gondovald. Apprenant cette réconciliation, et l’envoi des renforts, Gondovald renonce à attaquer les troupes bourguignonnes, quitte la Vasconie et, sans même défendre les passages de la Dordogne et de la Garonne, se retire dans les Pyrénées, chez les Convènes, à Saint-Bertrand-de-Comminges, prêt à recevoir le secours des Visigoths alors en guerre contre Gontran.
Gondovald parvient à tromper l’évêque de la ville et la population, qu’il fait expulser de la citadelle, et « ils firent main basse sur tout ce qu’ils purent trouver dans la ville. Une telle quantité de blé et de vin fut découverte que, s’ils avaient tenu bon, ils n’auraient pas manqué pendant de nombreuses années de denrées alimentaires ». Toutefois, on ne peut douter que les Vascons ne se fussent déclarés en faveur de Gondovald ; car Chariulf, qui était comte de la ville de Comminges, montra pour lui un grand dévouement.

### Siège de Comminges
Leudégésile, s'étant mis en mouvement avec son armée, franchit la Dordogne sans rencontrer d'obstacles. Il remonte ensuite la Garonne vers Agen en suivant la rive gauche, et incendie le sanctuaire de Saint-Vincent du Mas d’Agenais se dirigeant vers Comminges. Les Bourguignons continuèrent leur route, dévastant et pillant les lieux qu'ils traversaient. Ils rencontrèrent alors partout des populations soulevées et hostiles. Tous les soldats qui s'écartaient du gros de l'armée étaient égorgés, massacrés, par les habitants.
La ville où Gondovald avait trouvé un refuge, était située au sommet d'un vaste rocher isolé, dont l'escarpement rendait l'approche difficile et était environnée de hautes murailles flanquées de tours et abondamment fournie de vivres, d'approvisionnements de toute espèce et même d’une source. Les assiégés pouvaient donc, avec de la résolution et de la persévérance, faire durer leur défense plusieurs années.
Le premier jour du Carême, le 11 février 585, l'armée de Leudégésile arrive enfin devant Comminges et le siège commence immédiatement. Durant quinze jours les attaques contre la ville se multiplièrent inutilement. Les Bourguignons perdirent beaucoup d'hommes et toutes les machines de guerre. Néanmoins l'ardeur des assaillants effraya le duc Bladaste, qui s’enfuit en mettant le feu à l’évêché et se réfugia sous un humble déguisement dans la basilique de Saint-Martin à Tours. 

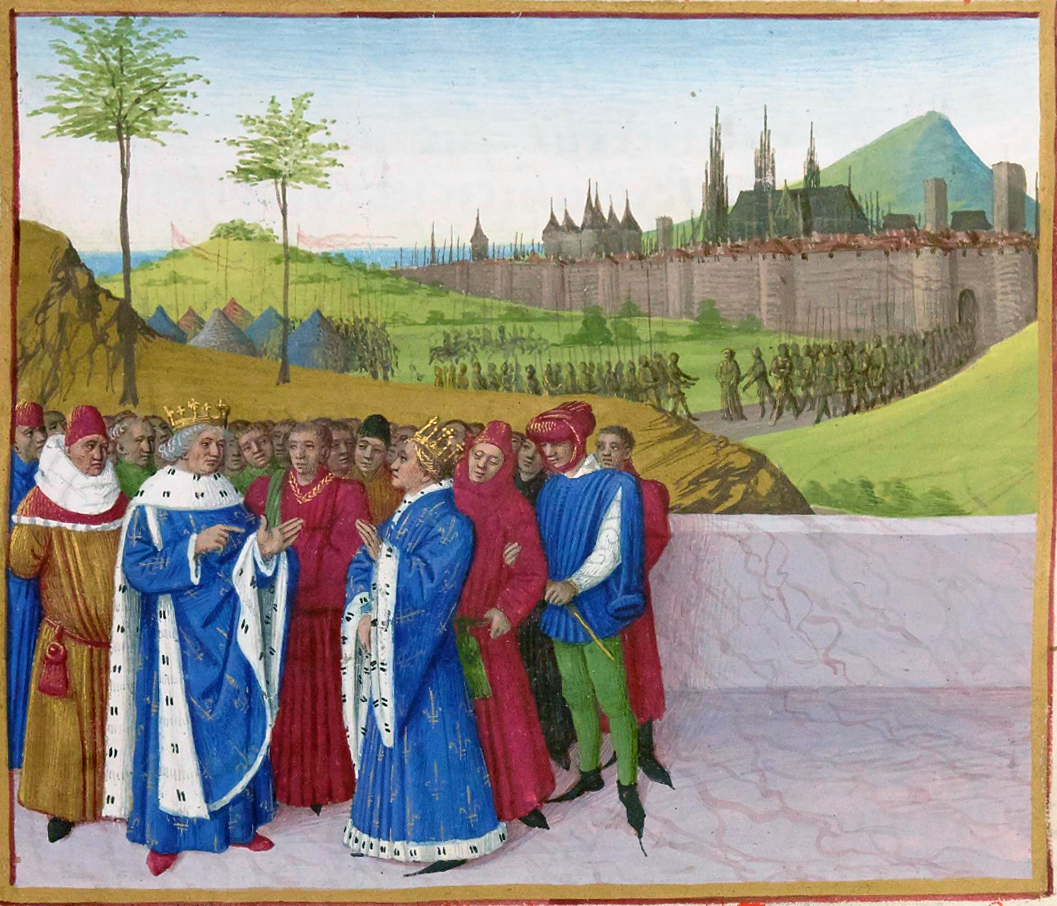
Entretien entre saint Gontran et Childebert II Devant les dignitaires de sa cour, Gontran, sans héritier, s'adresse à son neveu Childebert qu'il vient de nommer son successeur. Trahison de Mummole (en arrière-plan) Lors du siège de Saint-Bertrand-de-Comminges par le roi Gontran, Mummole trahit et livre le prince franc Gondovald. Grandes Chroniques de France, enluminées par Jean Fouquet, Tours, vers 1455-1460. Paris, BnF.

Après plusieurs semaines, le siège n'était pas plus avancé que le premier jour. Leudégésile et les généraux bourguignons, désespérant de réussir par les armes, songèrent à employer la trahison. Gontran envoya en secret des messagers auprès de Mummole et des autres conjurés, pour qu’ils livrent Gondovald en échange de la sauvegarde de leurs vies. Malgré le succès de leur défense, les chefs gondobaldiens écoutèrent facilement les propositions.
Voici, en résumé, le dénouement tragique de l'histoire de Gondovald raconté par Grégoire de Tours. 
« Les assiégeants, voyant que rien ne pouvait leur réussir, envoyèrent secrètement des députés à Mummole, lui promettant la vie sauve s’il livrait Gondovald. Les députés s'étant retirés, l'évêque Sagittaire, Mummole, Chariulf et Waddon, se firent mutuellement le serment que, s'ils obtenaient pour leur vie de sûres garanties, ils abandonneraient Gondobald et le livreraient.
Les députés, revenus une seconde fois, les assurèrent qu'ils auraient la vie sauve et promirent que dans le cas où le roi refuserait d’accorder sa grâce, ils leur laisseraient la liberté de se réfugier dans une église, afin qu'on ne les punissent pas de mort. Et ajoutant à ces promesses des serments, ils se retirèrent. »
Mummole, Sagittaire et Waddon, s'étant rendus auprès de Gondovald, lui conseillèrent de quitter la ville, et de se présenter à son frère, indiquant que le roi ne voulait pas perdre quelqu’un de sa famille.

### La mort de Gondovald
Gondobald comprit qu’il était à nouveau trahi. Il fut livré à Ollon, comte de Bourges, et à Gontran Boson, pendant que Mummole rentrait dans la ville et en fermait la porte.
Quand ils se furent éloignés de la porte, comme la pente au-dessous de la ville descend rapidement, Ollon le poussa et le fit tomber en s’écriant : « Voici devant vous votre Ballomer, qui se prétend à la fois frère et fils de roi ». Puis ayant brandi son javelot, il voulut l'en percer ; mais l'arme, repoussée par les cercles de sa cuirasse, ne fit aucun mal à Gondovald. Celui-ci s'était relevé et s'efforçait de remonter vers la ville. Gontran Boson lui brisa la tête d'une pierre. Il tomba et mourut aussitôt. 
Tous les soldats accoururent, et, l'ayant percé de leurs lances, ils lui lièrent les pieds avec une corde et le traînèrent tout alentour du camp ; puis ils lui arrachèrent les cheveux et la barbe et le laissèrent sans sépulture dans l'endroit où ils l'avaient tué.

### Le massacre des traîtres
Pendant « la nuit suivante, les principaux chefs gondovaldiens enlevèrent secrètement tous les trésors que la ville renfermait et tous les ornements de l'église. Le lendemain, les portes furent ouvertes. L'armée des assiégeants entra et égorgea tous les assiégés, massacrant au pied même des autels de l'église les pontifes et les prêtres. Après avoir tué tous les habitants, sans en excepter un seul, les Bourguignons mirent le feu à la ville, aux églises et aux édifices, si bien qu'il ne resta plus que le sol ».
« Leudégésile, rentré dans son camp avec Mummole, Sagittaire, Chariulf et Waddon, envoya secrètement demander au roi ce qu'il voulait qu'on fit de ces hommes. 
Gontran ordonna de les faire mourir. 
Waddon et Chariulf, ayant laissé leurs fils pour otages, s'éloignèrent. La nouvelle de leur mort ayant été répandue, Mummole en fut instruit ; il s'arma et se rendit à la tente de Leudégésile, qui, le voyant, lui dit : « Pourquoi viens-tu ici comme un fugitif? » Mummole lui répondit: « Je m'aperçois qu'on n'observe en rien la foi promise, et que ma perte est prochaine. » Leudégésile lui dit : « Je vais sortir et j'apaiserai tout ». Étant sorti, il ordonna aussitôt d'entourer la tente pour y tuer Mummole. 
Celui-ci, après avoir longtemps résisté à ceux qui l'assaillirent, se présenta à la porte. Comme il sortait, deux soldats le percèrent de leurs lances; aussitôt il tomba et mourut. 
À cette vue, l'évêque Sagittaire fut frappé de consternation ; un des assistants lui dit : « Tu vois ce qui se passe ; couvre-toi la tête pour ne pas être reconnu, et gagne la forêt prochaine pour t'y cacher. L'évêque suivit ce conseil ; il essayait de s'enfuir la tête couverte, lorsque celui-là même qui l'avait conseillé tira son épée, et du même coup lui trancha la tête avec son capuchon. »
Tous ceux qui avaient pris parti pour Gondovald et qui le trahirent si lâchement eurent ainsi une fatale destinée.
Le roi Gontran ne s'abusa pas sur le but principal de la conspiration en faveur de Gondovald.
Il comprit qu'elle était d'abord dirigée contre lui, et en toute occasion il montra une grande animosité contre ceux qu'il supposait y avoir pris part. 
Le récit de Grégoire de Tours est curieux ; il montre la position délicate des évêques qui avaient cédé à la fortune de Gondovald, et qui, après sa chute, cherchaient à faire oublier au rancunier Gontran leur défection momentanée.